# Enragés
Durante la Rivoluzione francese, gli Enragés (Arrabbiati) - da non confondere con gli exagérés (esagerati) o Hébertisti cioè i seguaci di Jacques-René Hébert - furono secondo Albert Mathiez un partito o fazione, e nel suo libro Carovita e lotte sociali egli scrive che esiste «un partito nuovo che i suoi avversari chiamano già gli Enragés». 
Erano un gruppo di rivoluzionari radicali che erano particolarmente rappresentati dal sacerdote cattolico costituzionale Jacques Roux (ridotto allo stato laicale da Pio VI), da Jean-François Varlet, Theophile Léclerc, e Taboureau de Montigny che suscitarono l'interesse e successivamente l'adesione, caso unico per l'epoca, di un movimento femminista autonomo: la Società delle Repubblicane Rivoluzionarie, in particolare Pauline Léon e Claire Lacombe. Si situavano all'estrema sinistra, oltre i cordiglieri e i giacobini (i montagnardi). 

## Caratteri
Non avevano esponenti alla Convenzione nazionale ma solo delegati di sezione che a volte intervenivano alle tribune popolari della Convenzione, tra essi Jacques Roux (che aveva fallito l'elezione prendendo pochi voti), e Jean Varlet (ex frequentatori del Club dei Giacobini), i coniugi Leclerc e Claire Lacombe. Vicino agli Enragés fu probabilmente per un breve periodo anche il celebre scrittore libertino marchese de Sade, all'epoca noto con lo pseudonimo "cittadino Louis Sade" e uno dei delegati di sezione che compose e pronunciò uno dei diversi elogi funebri a Marat.
Essi sostenevano l'uguaglianza civile, politica e sociale, richiedendo la tassazione delle materie prime, l'abolizione delle classi e della proprietà privata, la requisizione degli approvvigionamenti di grano e le tasse per i ricchi. Possono essere collocati a sinistra dei Montagnardi (Cordiglieri e Giacobini), e considerati proto-socialisti. Furono avversati da Maximilien de Robespierre, Danton, Marat e alla fine della loro parabola dagli Hébertisti. Essi erano considerati degli agitatori.
Marat, inizialmente amico di Roux, nel suo giornale Le Publiciste de la République française del 4 luglio 1793, descrisse gli Enragés come segue:
(Jean-Paul Marat)
Dopo la morte di Marat, sia i giacobini, che i Cordiglieri Hébertisti che gli Arrabbiati se ne contesero comunque l'eredità politica.
A questi tre personaggi nominati, si aggiungeva un ristretto gruppo di tribuni composto essenzialmente da Pauline Léon e Claire Lacombe, entrambe membri del Club femminile Repubblicane Rivoluzionarie e da alcuni servitori di questi rivoluzionari nelle loro sezioni.
Sia nella propaganda di Varlet, quella di Roux, Leclerc, o quella delle rivoluzionarie repubblicane come Claire Lacombe e Pauline Léon, si trova il riferimento al carattere popolare della sovranità, il suo esercizio diretto da parte del popolo in maniera permanente (democrazia diretta). Questa aspirazione ad una democrazia popolare, una assoluta sovranità popolare, corollario nel pensiero degli "enragée", di una critica della rappresentanza nazionale, si basava su una diffidenza viscerale verso i rappresentanti del popolo. Questo deriva naturalmente dal forte desiderio di controllare questi mandatari. Jacques Roux, imitando i toni marattisti, scrisse così: «Popolo! Durante il regno della libertà, dovete avere continuamente gli occhi fissi sui vostri giudici»
Per Varlet, la diffidenza per i rappresentanti del popolo è la stessa: «Luogo di deputati senza poteri, senza mandato. Questo principio ci garantisce dalla Tirannia legislativa»
Furono decimati o arrestati e sciolti durante il Regime del Terrore; tutti i Club femminili furono sciolti dalla Convenzione, e le appartenenti screditate o aggredite. I Leclerc e Claire Lacombe, arrestati e poi rilasciati, lasciarono in seguito la politica, Roux si suicidò in prigione per evitare la ghigliottina.

## Eredità
Le loro idee sono state riprese e sviluppate da François-Noël Babeuf, un giacobino ma critico da sinistra della repressione della rivolta vandeana, di cui riconosceva, accanto all'ideologia controrivoluzionaria cattolico-monarchica, una volontà popolare dei contadini di non soccombere al centralismo, alla democrazia totalitaria e al militarismo della leva obbligatoria. Babeuf e ed un altro giacobino, l'ex commissario italiano di Oneglia Filippo Buonarroti, furono tra gli organizzatori della Congiura degli Eguali, un tentativo neo-montagnardo radicalizzato in senso protocomunista contro il Direttorio nel 1796. Nel programma degli Eguali si proponeva l'abolizione della proprietà privata secondo un'interpretazione radicale del pensiero politico di Jean-Jacques Rousseau e del prete ateo e precursore socialista Jean Meslier, come già nelle idee propugnate dagli Arrabbiati. La congiura non fu mai messa in atto: Babeuf fu condannato a morte e Buonarroti esiliato a vita dal territorio francese.